# Ban-de-Sapt
 Ban-de-Sapt  es una población y comuna francesa, en la región de Lorena, departamento de Vosgos, en el distrito de Saint-Dié-des-Vosges y cantón de Senones.

## Demografía
| 344 | 294 | 259 | 301 | 319 | 370 |
| Para los censos de 1962 a 1999 la población legal corresponde a la población sin duplicidades (Fuente: INSEE [Consultar]) |     |     |     |     |     |

## Puntos de interés
- Jardín Botánico de Callunes